# Hiro Murai
Hiro Murai, född 1983 i Tokyo, är en japansk-amerikansk regissör och producent.
Murai är född i Tokyo men har bott i Los Angeles sedan han var nio år gammal. Han har en examen från USC School of Cinematic Arts.
Murai har ett nära samarbete med Donald Glover och förutom att de gjort flera musikvideor tillsammans var Murai även regissör och producent för merparten av Glovers TV-serie Atlanta. För sitt arbete med Atlanta nominerades han till sex Emmy Awards varav han vann en som producent. Vidare har Murai regisserat flera avsnitt av Barry, Station Eleven och Mr. & Mrs. Smith Han var även producent för The Bear. 
Utöver musikvideor till Glover (under hans artistnamn Childish Gambino) har Murai även skapat videor till Earl Sweatshirt, Chet Faker, Bloc Party, St. Vincent, Queens of the Stone Age, Massive Attack, Michael Kiwanuka och FKA twigs med flera.